# パトリック・ステュアート (庶民院議員)
パトリック・ステュアート（英語: Patrick Stuart、1682年? – 1760年）は、グレートブリテン王国の軍人、政治家。1750年から1754年まで庶民院議員を務めた。ホイッグ党所属。

## 生涯
アレクサンダー・ステュアート（Alexander Stuart、1733年没）の次男として生まれた。1697年よりグラスゴー大学で教育を受けた。
1704年にエンサイン（歩兵少尉）としてロイヤル・スコッツ連隊に入隊、1707年に中尉に、1727年に大尉に昇進し、1740年以降に軍務を引退した。1743年4月3日に兄ジェームズが死去すると、その遺産を継承した。
ホイッグ党に所属し、1750年5月にラナークシャー選挙区の補欠選挙に出馬して当選した。1750年時点で60代だったが、有権者と（選挙区で影響力のある）第6代ハミルトン公爵ジェームズ・ハミルトンを納得させられる人選として選ばれた。1754年イギリス総選挙に出馬せず、議員を退任した。
1760年、生涯未婚のまま死去した。